# 2D Boy
2D Boy – amerykańskie studio produkujące gry komputerowe z siedzibą w San Francisco, założone przez Kyle'a Gablera i Rona Carmela, byłych pracowników Electronic Arts, którzy odeszli z pracy, aby zająć się tworzeniem gier niezależnych. Obaj twórcy mieli za sobą produkcję licznych gier prototypowych, między innymi bezpłatnej Tower of Goo.
Pierwszą grą studia była wydana w 2008 roku World of Goo, gra logiczna oparta na fizyce, w której gracz tworzy konstrukcje z lepiących się kulek. Gra została wydana równocześnie na komputery osobiste i konsolę Wii. Zdobyła dwie nagrody na Independent Games Festival w 2008 roku: Innovation Award oraz Technical Excellence Award, a także była nominowana do nagrody Seumas McNally Grand Prize. World of Goo zyskało duże zainteresowanie mediów po akcji związanej ze świętowaniem pierwszej rocznicy wydania polegającej na możliwości kupienia gry (przez ograniczony czas) za wybraną przez siebie cenę. Po sukcesie World of Goo 6 lipca 2010 roku spółki 2D Boy, Capybara Games oraz thatgamecompany rozpoczęły program zwany Indie Fund, którego celem jest wspieranie twórców gier w uczynieniu ich niezależnymi finansowo. Sam Gabler współtworzył nową spółkę Tomorrow Corporation, która wydała w 2012 roku grę Little Inferno.

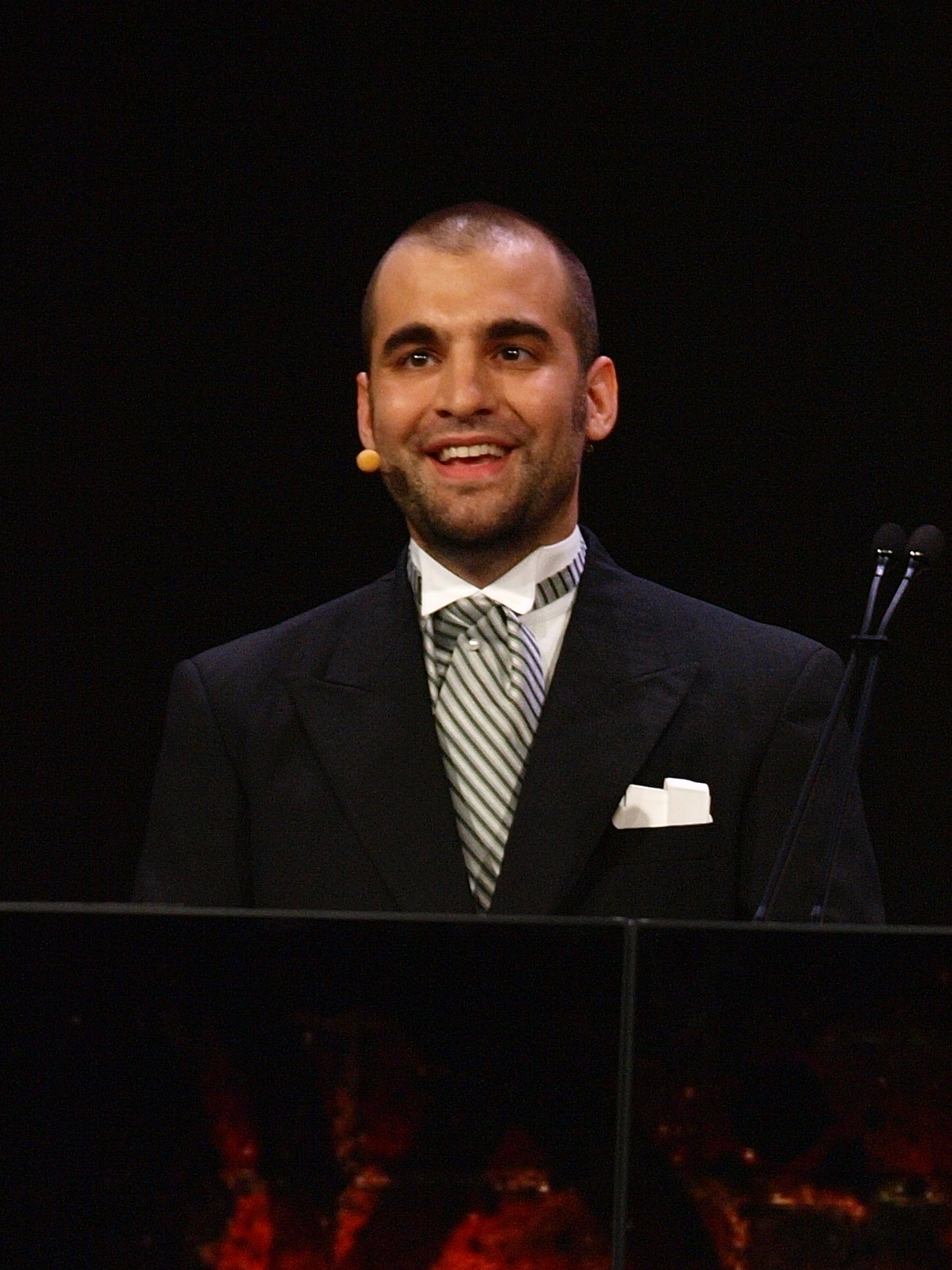
Kyle Gabler
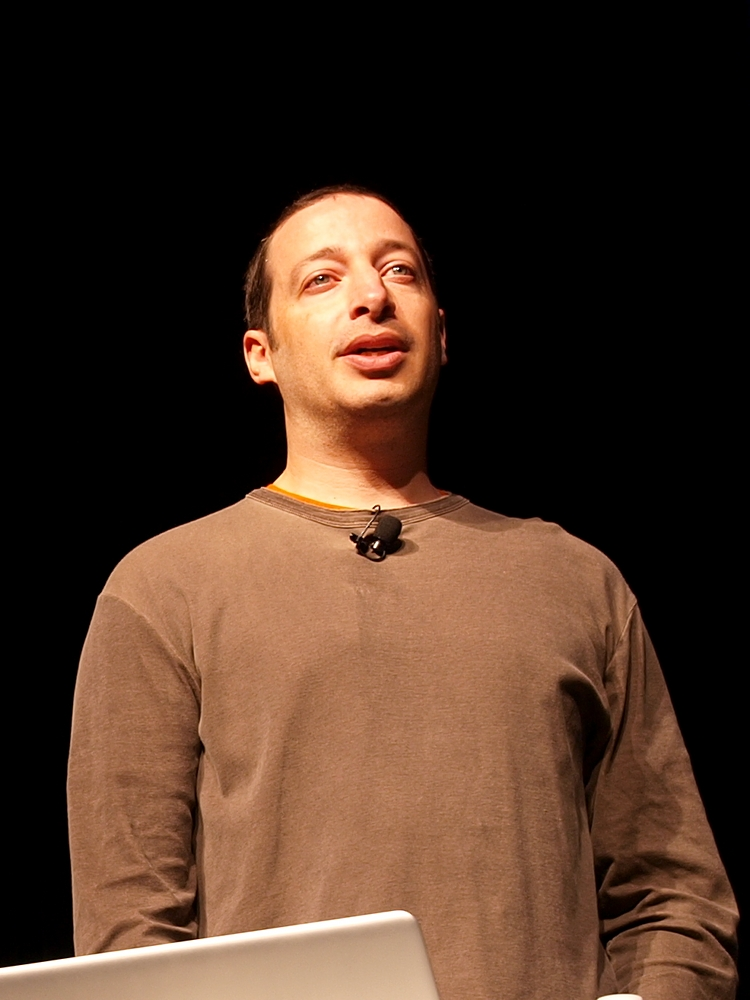
Ron Carmel